# Acupalpus canadensis
Acupalpus canadensis är en skalbaggsart som beskrevs av Thomas Casey. Acupalpus canadensis ingår i släktet Acupalpus och familjen jordlöpare. Inga underarter finns listade i Catalogue of Life.